# Drosophila lamottei
Drosophila lamottei este o specie de muște din genul Drosophila, familia Drosophilidae, descrisă de Tsacas în anul 1981. Conform Catalogue of Life specia Drosophila lamottei nu are subspecii cunoscute.